# 라이문도 논나토

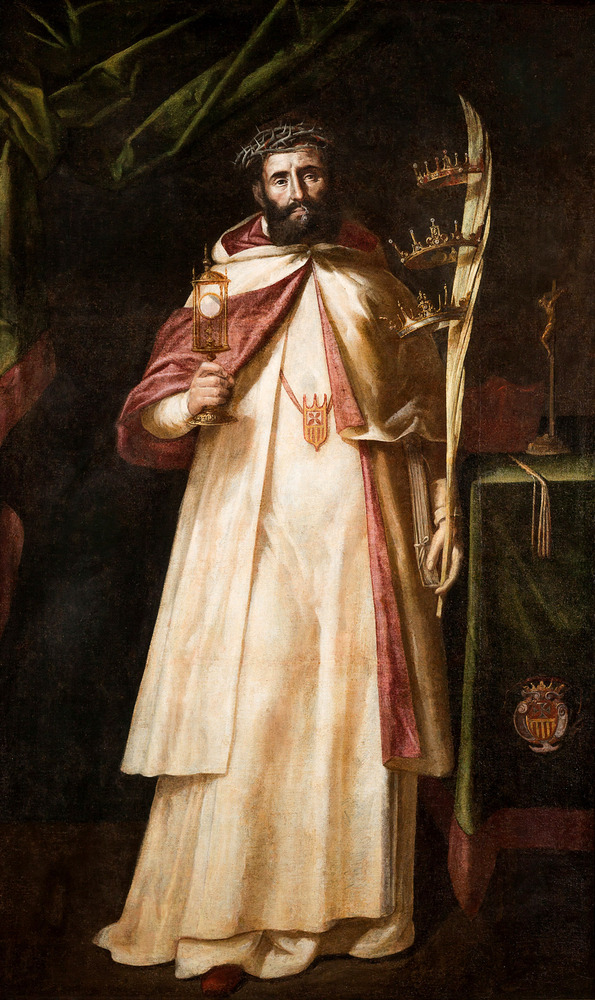

라이문도 논나토(Raymund Nonnatus)는 카탈루냐 출신의 가톨릭 성인이다. 출생 과정에서 어머니가 사망한 뒤 제왕절개수술로 태어났다. 북아프리카에서 기독교인들을 구한 뒤 돌아와 추기경으로 임명되었다. 사후 가톨릭 성인이 되었다.